# Solenopotes ferrisi
Solenopotes ferrisi är en insektsart som först beskrevs av Fahrenholz 1919.  Solenopotes ferrisi ingår i släktet Solenopotes och familjen nötlöss. Inga underarter finns listade i Catalogue of Life.